# Ampara
Ampara (syngal. අම්පාර, Ampāra; tamil. அம்பாறை, Ampāṟai) – miasto we wschodniej Sri Lance, położone w południowej części Prowincji Wschodniej, siedziba administracyjna dystryktu Ampara. W mieście znajduje się port lotniczy Ampara.

## Ludność i religia
Większość (około 96%) mieszkańców stanowią Syngalezi, a religią dominującą jest buddyzm.

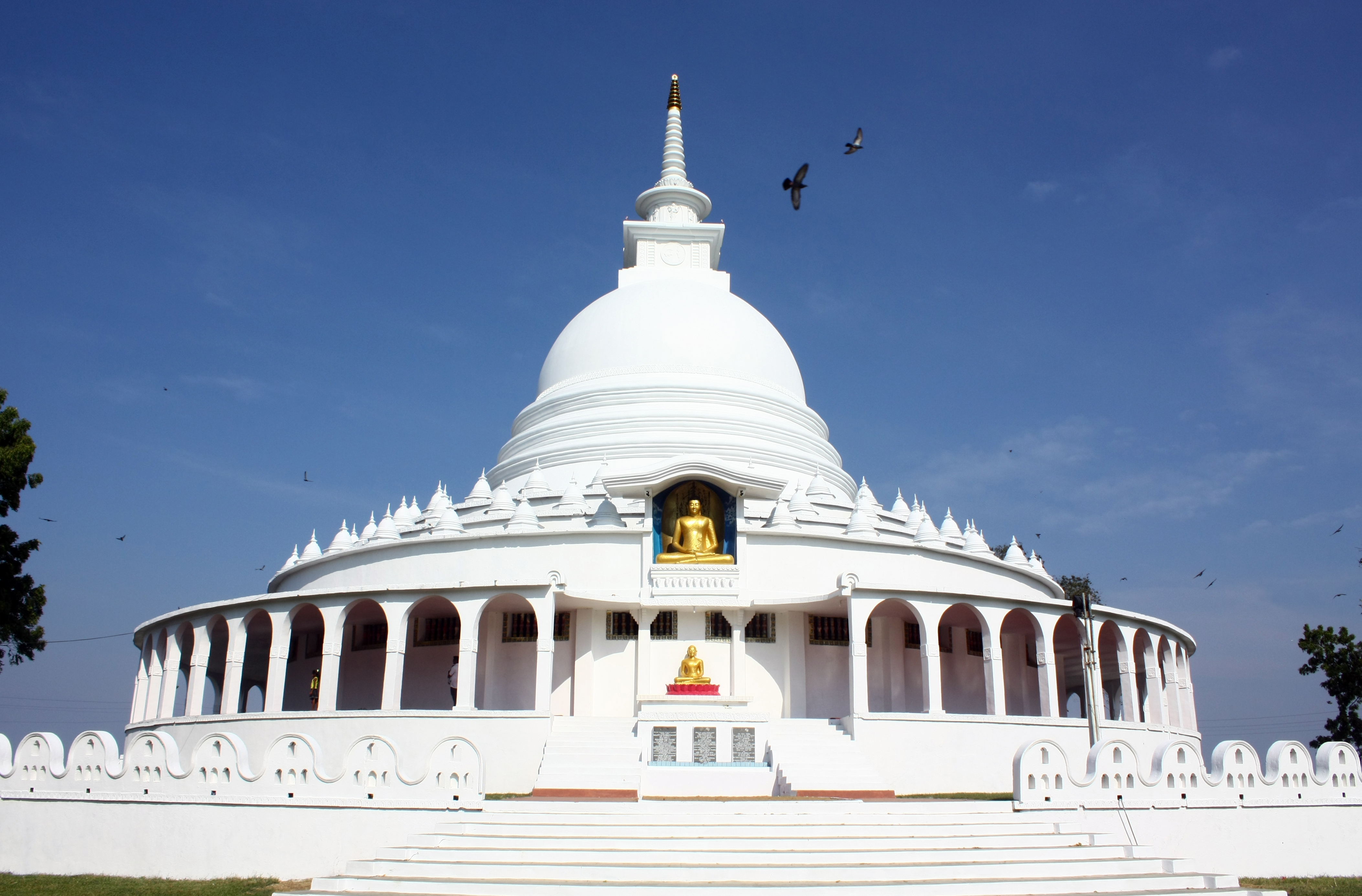
Pagoda Pokoju w Ampara

## Historia
W II wieku p.n.e. miejscowość stanowiła część domeny Kawantissa i nosiła wówczas nazwę Ambaragama.
W czasach kolonialnych Ampara była miejscem odpoczynku dla myśliwych. Została potem opuszczona i zarośnięta przez las. W 1949 roku decyzją premiera Don Stephena Senanayake, realizującego program osiedlenia bezrolnych w dawnej dżungli, miejsce przekształcono w osadę dla pracowników budujących zaporę Inginijagala. Obecnie należy do najprężniej rozwijających się miast w Prowincji Wschodniej.

## Klimat
Miasto jest położone w strefie niskich opadów z małym jak na Sri Lankę wpływem monsunu.